# Lanci Jaya
Lanci Jaya is een bestuurslaag in het regentschap Dompu van de provincie West-Nusa Tenggara, Indonesië. Lanci Jaya telt 3161 inwoners (volkstelling 2010).